# Miletus bazilanus
Miletus bazilanus är en fjärilsart som beskrevs av Hans Fruhstorfer 1913. Miletus bazilanus ingår i släktet Miletus och familjen juvelvingar. Inga underarter finns listade i Catalogue of Life.